# Ormes, Marne
Ormes  là một xã thuộc tỉnh Marne trong vùng Grand Est đông nam nước Pháp. Xã có diện tích 6,31 km2, dân số năm 1999 là 398 người.